# ESET antivirus
ESET Antivirus, plus connu auparavant sous le nom NOD32, est un logiciel antivirus créé en 1987 par la société slovaque ESET. ESET Antivirus est vendu pour deux types de clientèles, les particuliers et les entreprises. Cette dernière comprend le logiciel ESET Remote Administrator, permettant un déploiement et une gestion avancée depuis Microsoft Windows Server.

## Histoire
L'acronyme NOD signifie « Nemocnica na Okraji Disku ».
Avant la version 3.0 NOD32 se distinguait des autres logiciels antivirus principalement par son interface extrêmement austère, qui pouvait perturber un utilisateur débutant.
Depuis la version 3.0, l'interface a connu une véritable rénovation au niveau esthétique permettant ainsi au logiciel de devenir accessible au grand public, tout en restant très paramétrable via le panneau de configuration avancé.
Depuis la version 17, le robot ESET, connu pour avoir donné l'image de la marque, disparait pour laisser place à un dégradé de couleurs.
Aujourd'hui l'interface est propre, ergonomique et adaptée à tous les types d'utilisateurs.

## Éditions
L'antivirus existe en plusieurs éditions, celles pour les entreprises et celles pour les particuliers.
Entreprises:
- Protect Entry
- Protect Advanced
- Protect Complete

Particuliers:
- NOD32 Antivirus
- ESET Internet Security
- ESET Smart Security Essential
- ESET Smart Security Premium
- ESET Smart Security Ultimate

## Fonctionnalités
Comme la plupart des autres logiciels antivirus, NOD32 possède :
- un système de mise en quarantaine des fichiers,
- des interfaces de rapports des menaces / du scanner / de mise à jour.

NOD32 possède un système de mise à jour automatique des signatures virales et des composants.
La base de données des signatures virales est généralement mise à jour quotidiennement.
Le planificateur permet de gérer l'exécution automatique des mises à jour.
NOD32 se composait de 5 interfaces (avec la version 2.7 du programme, sortie en 2006) appelées modules de protection:
- AMON surveille  constamment l'ordinateur en analysant automatiquement les fichiers ouverts
- DMON analyse automatiquement les documents Microsoft Office
- EMON analyse automatiquement les courriels Microsoft Outlook
- IMON surveille en permanence les connexions Internet
- NOD32 scanne une partie ou l'intégralité du système lorsque lui en est fait la demande.

Aujourd'hui (années 2000), ces classifications se sont quelque peu estompées avec les dernières versions qui aspirent à être plus transparentes, moins rebutantes pour harmoniser la communication des différents modules du logiciel. Depuis la version 3.0 se décline une suite nommée ESET Smart Security qui comprend en plus de l'antivirus NOD32, un pare-feu et un module anti-spam.
La version 4 (2009) de la suite Eset Smart Security ajoute le support du client email Mozilla Thunderbird pour son module anti-spam. Il incorpore aussi son logiciel ESET SysInspector et l'on peut désormais créer un CD de sauvetage grâce à ESET SysRescue qui permet (uniquement sous Windows Vista) de construire un disque de pré-installation de Windows.